# Jamunimadhepura
Jamunimadhepura (en népalais : जमुनिमध्येपुरा) est un comité de développement villageois du Népal situé dans le district de Saptari. Au recensement de 2011, il comptait 7 766 habitants.